# Ctenoparia topali
Ctenoparia topali är en loppart som beskrevs av Smit 1963. Ctenoparia topali ingår i släktet Ctenoparia och familjen mullvadsloppor. Inga underarter finns listade i Catalogue of Life.